# Adam Thomas
Adam Thomas (Hamilton (Nova Zelândia), 1 de abril de 1992) é um futebolista profissional neozelandês que atua como meia, atualmente defende o Team Wellington.

## Carreira
Adam Thomas fez parte do elenco da Seleção Neozelandesa de Futebol nas Olimpíadas de 2012.